# Amuri (Tampere)
Amuri sont les quartiers numéros 4 et 5 numéro 6 (en finnois : Kaupunginosat IV-V) de Tampere en Finlande.

## Description
Amuri s'étend dans une direction est-ouest du parc du Häme à la rue Sepänkatu et dans le sens nord-sud de la rue Paasikiventie à Pirkankatu.
La rue principale d'Amuri est Satakunnankatu, qui part de Pirkankatu et continue vers l'est à travers le Tammerkoski. 
Les rues transversales les plus remarquables de Satakunnkatu sont Kortelahdenkatu et Mustanlahdenkatu. 
Les deux noms étaient déjà mentionnés dans le premier plan de la ville de Tampere de 1822.
Jusqu'en 1936, le nom original de Näsijärvenkatu, qui longe la voie ferrée, était Pohjoinen rantakatu (jusqu'à la même année, Eteläpuisto dans le quartier de Kaakinmaa était Etelainen rantakatu). 
Amuri abrite la bibliothèque principale Metso, le musée d'art de Tampere, le musée de l'habitat ouvrier d'Amuri et la piscine de Pyynikki. 
Le quartier VIII (Särkänniemi) est situé immédiatement au nord d'Amuri, sur les rives du lac Näsijärvi. 
Les autres quartiers voisins sont le quartier I de Tampere (Finlayson, anciennement Näsi) et le quartier II (Tammerkoski) à l'est, le quartier VI (Kaakinmaa) au sud et le quartier VII (Pyynikinrinne) au sud-ouest.
La ligne de Parkano (ligne Tampere-Seinäjoki), construite dans les années 1960, part de la ligne de Tampere à Pori, qui longe la limite nord d'Amuri. 
La halte Amuri le long de la ligne, été mise hors service dans les années 1980, remise en service dans les années 1990 et mise hors service à nouveau en 2005
Le parc de loisirs Särkänniemi est situé au nord d'Amuri sur la rive du lac Näsi.

## Lieux et monuments
- Bibliothèque principale
- Musée d'art de Tampere
- Musée des Moumines
- Musée d'Art Hiekka
- Musée du rock de Tampere
- Amurinlinna
- Église de la Sainte Croix
- Puistolinna
- Veljeslinna
- Piscine de Pyynikki
- Maison de la compagnie maritime
- Musée de l'habitat ouvrier

## Galerie

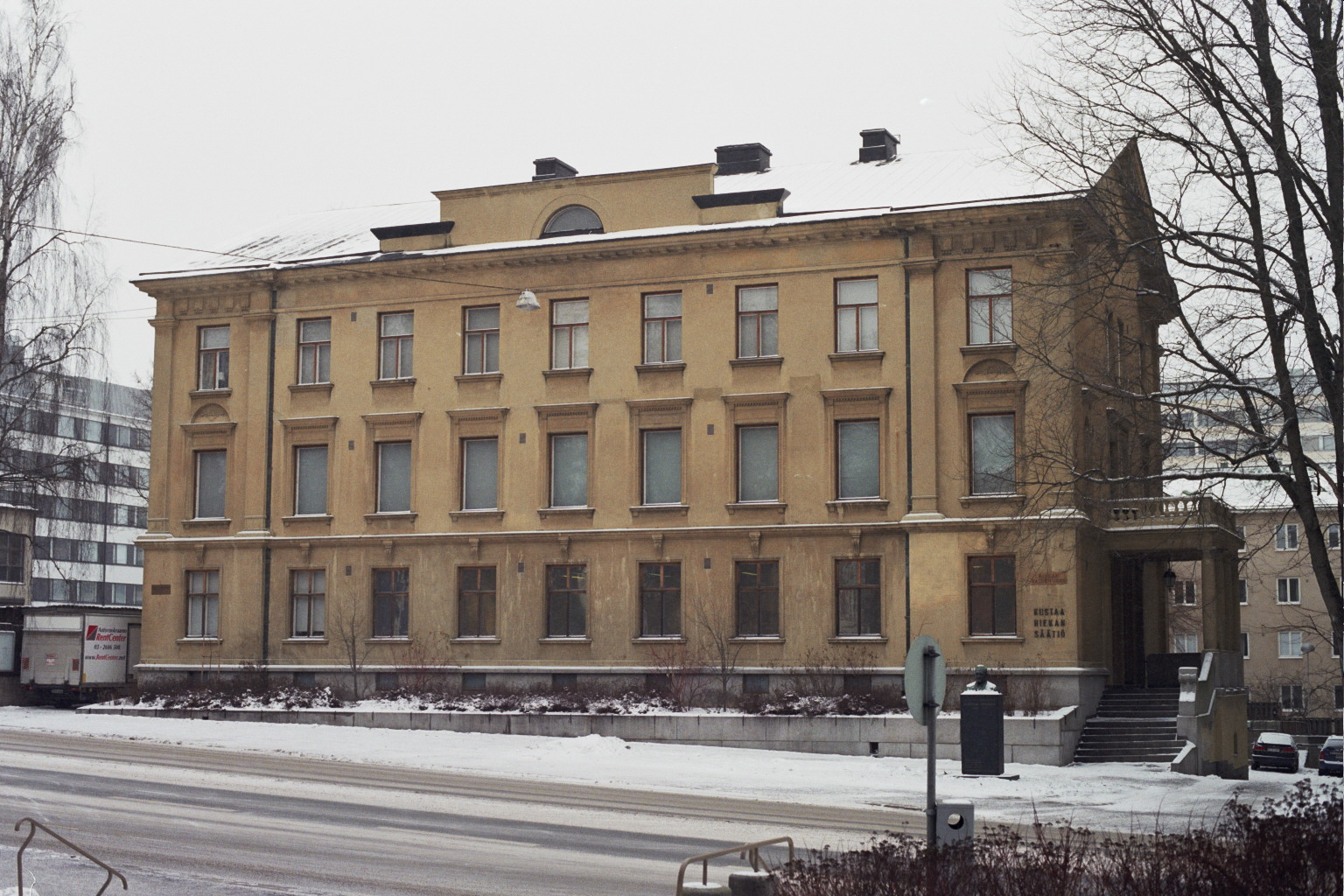
Musée d'Art Hiekka.
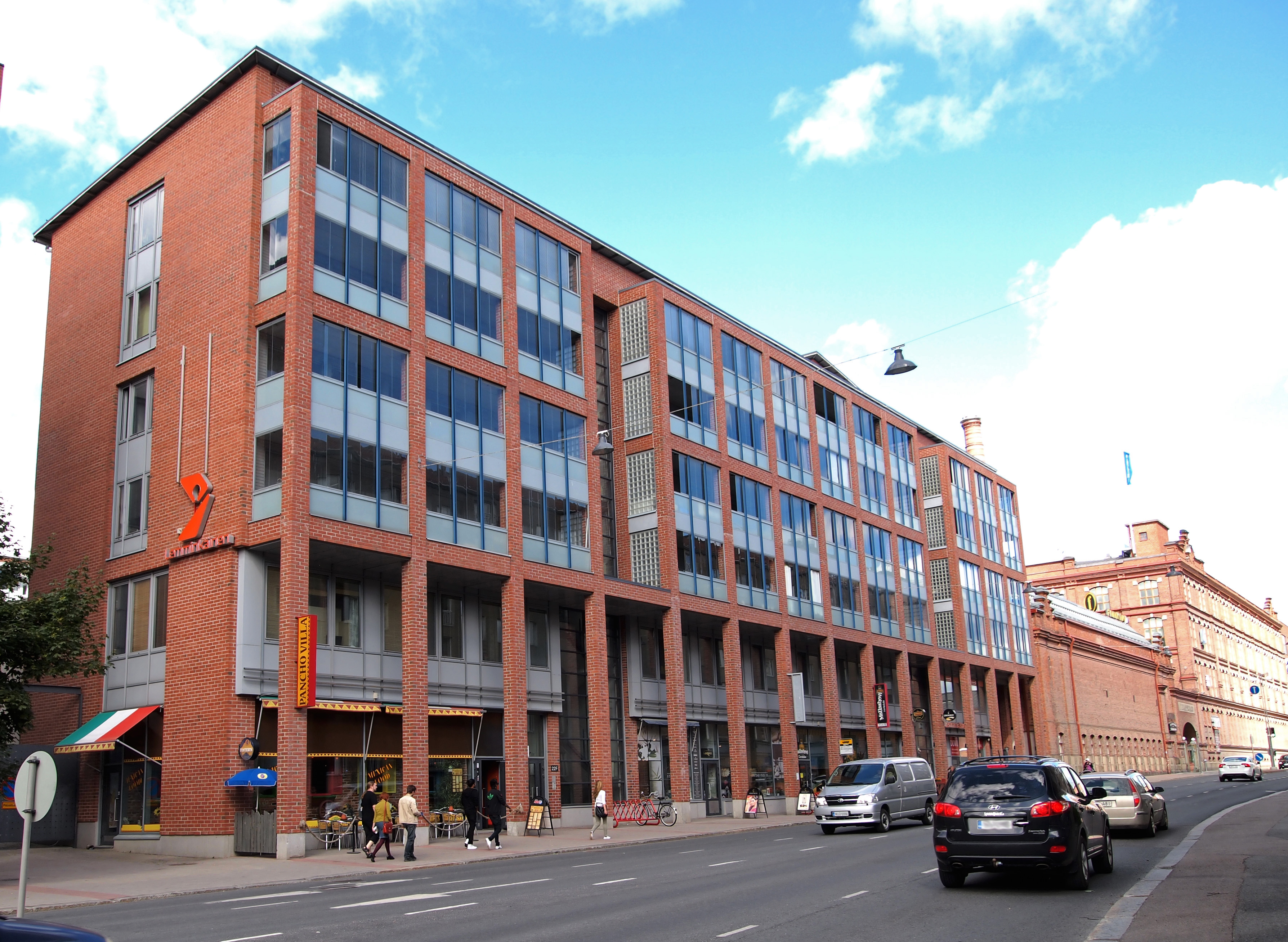
Rue Satakunnankatu.
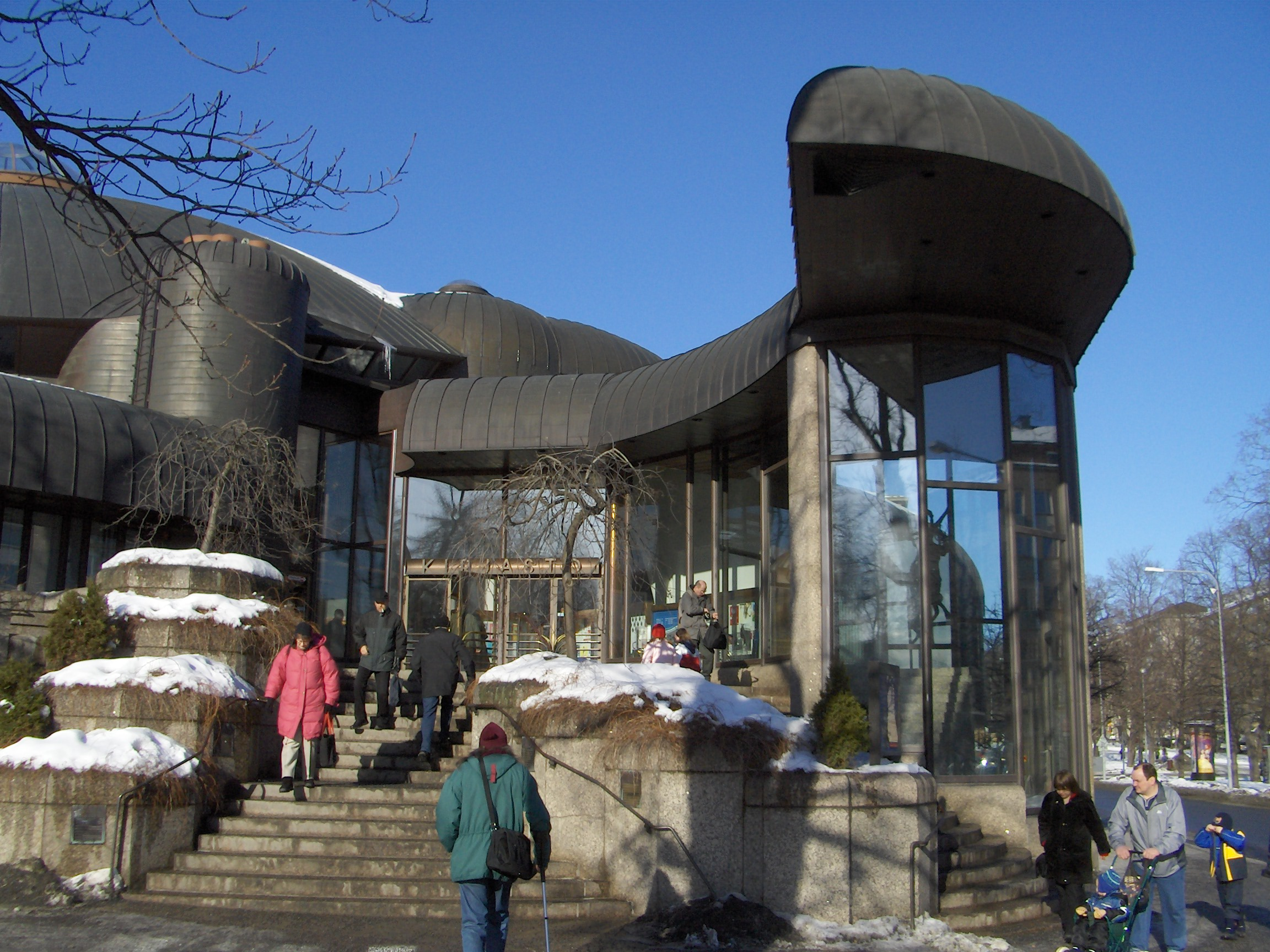
Bibliothèque principale de Tampere Metso
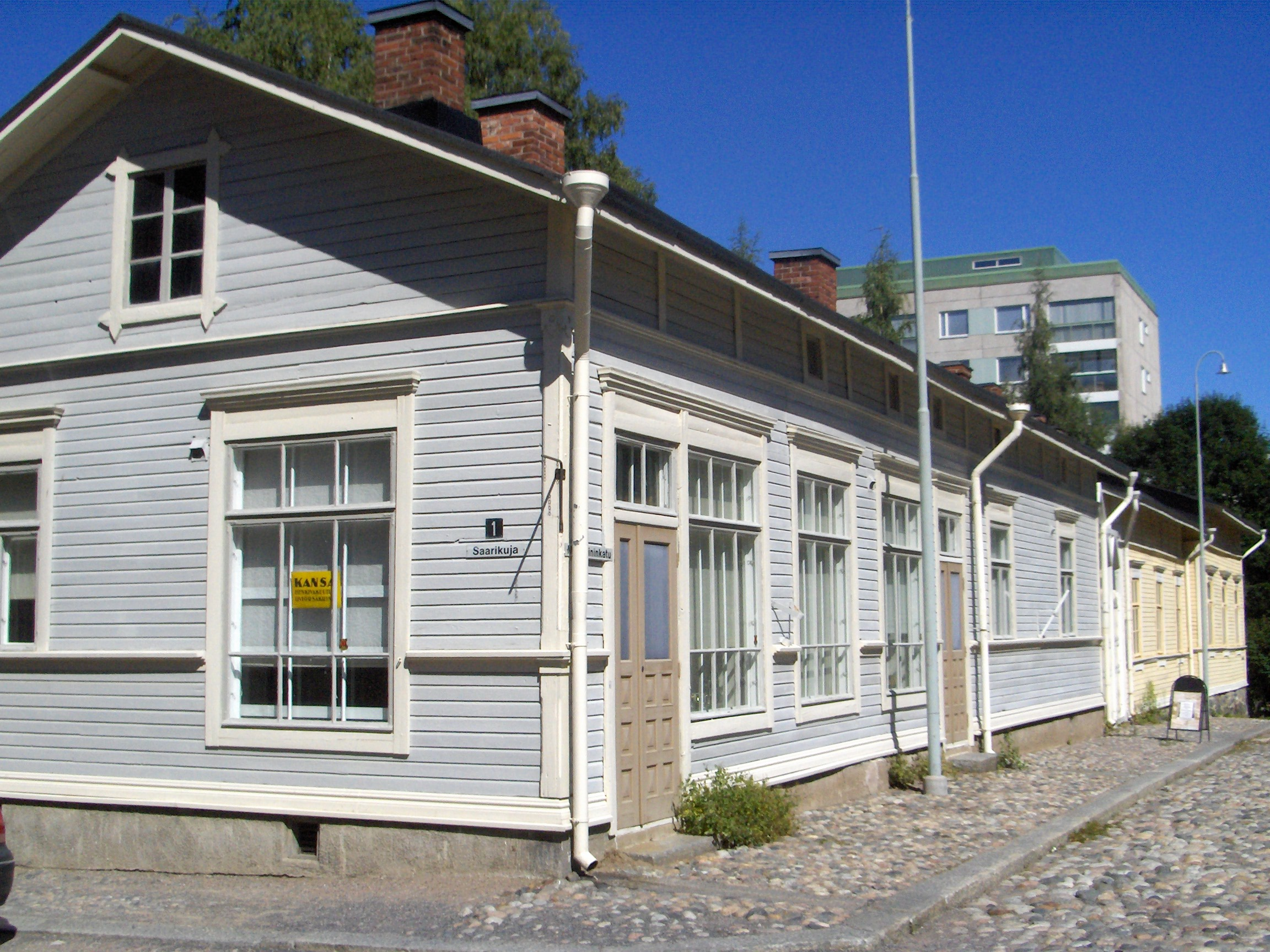
Musée des logements de travailleurs

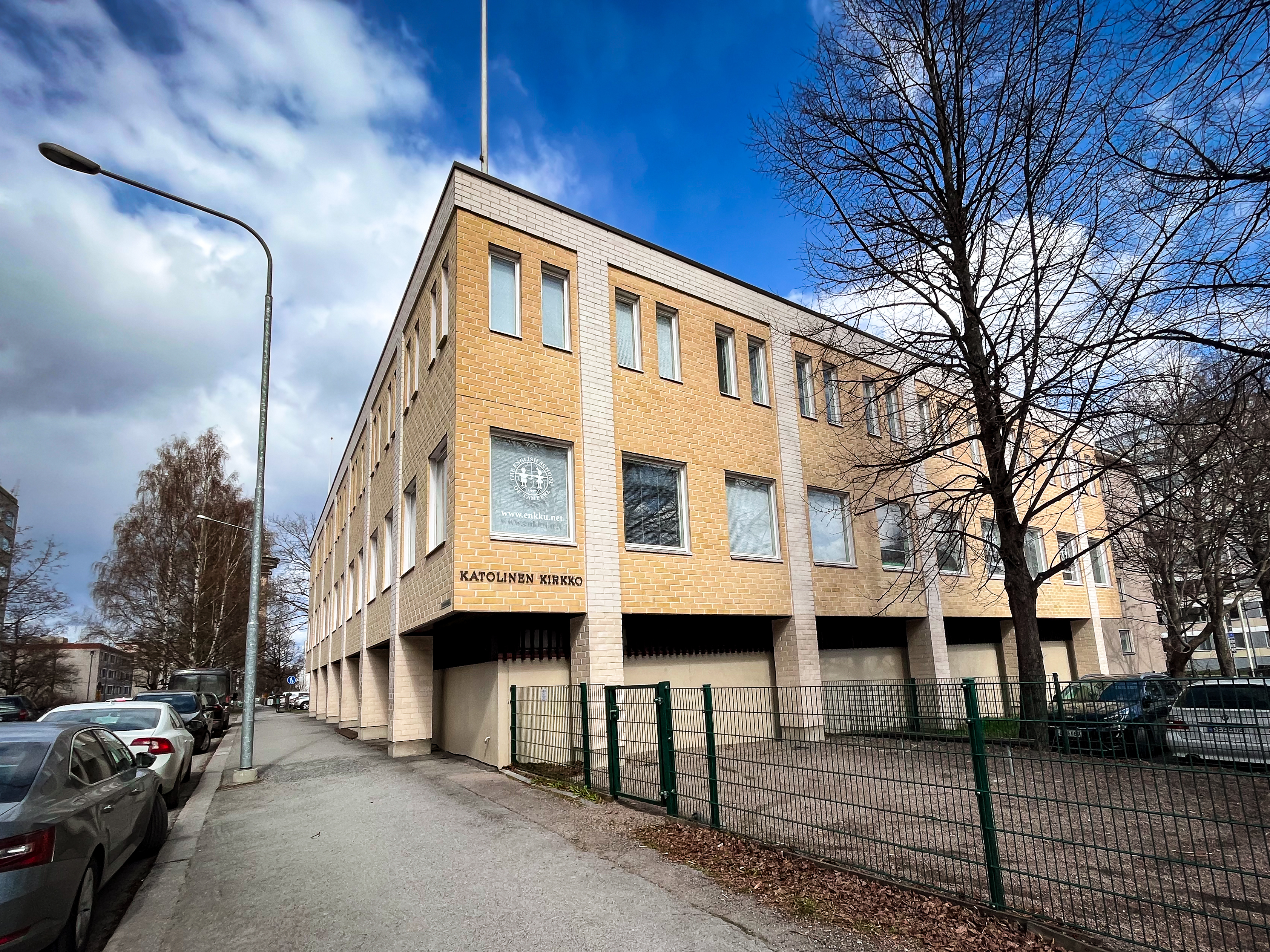
Église catholique.
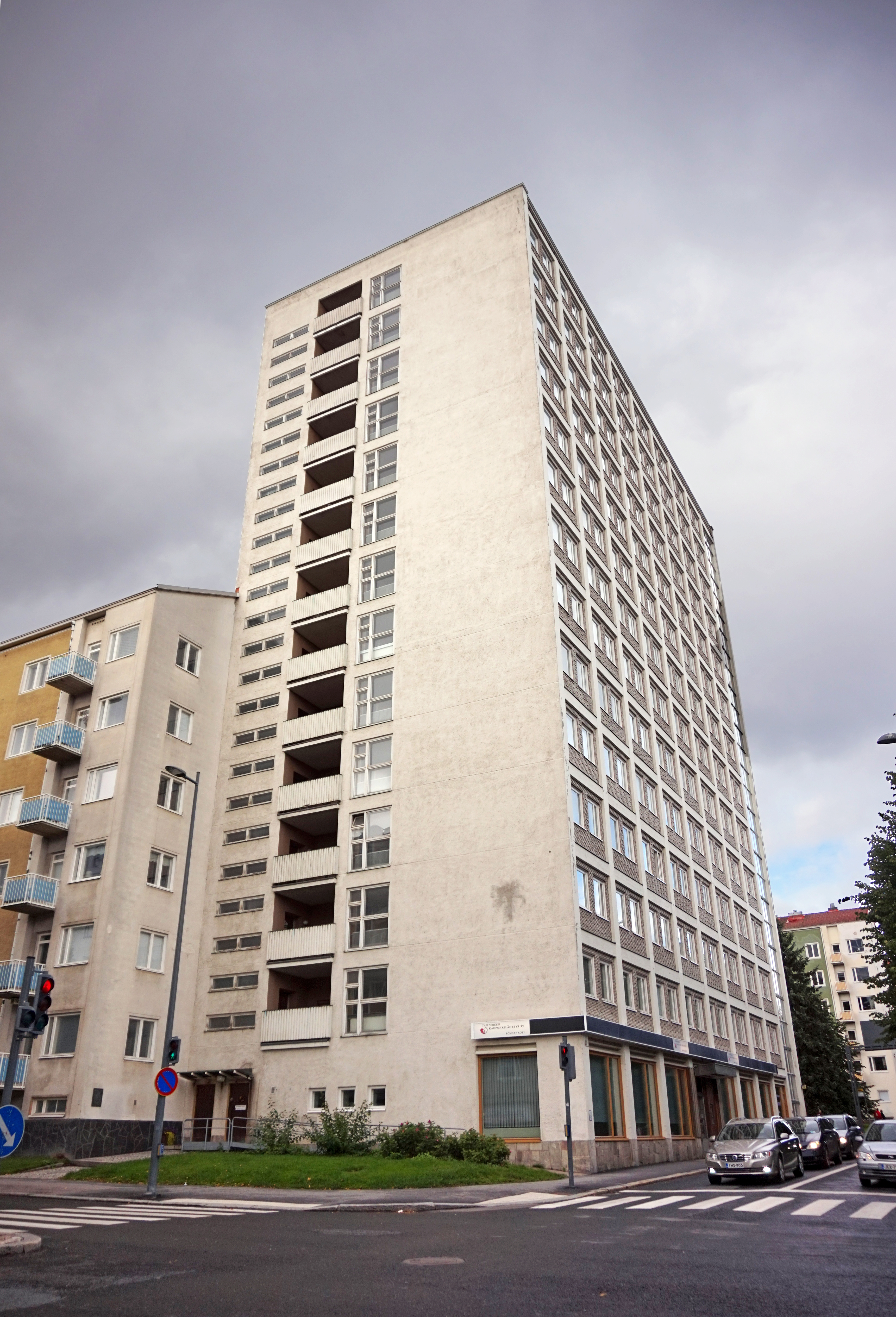
Amurinlinna
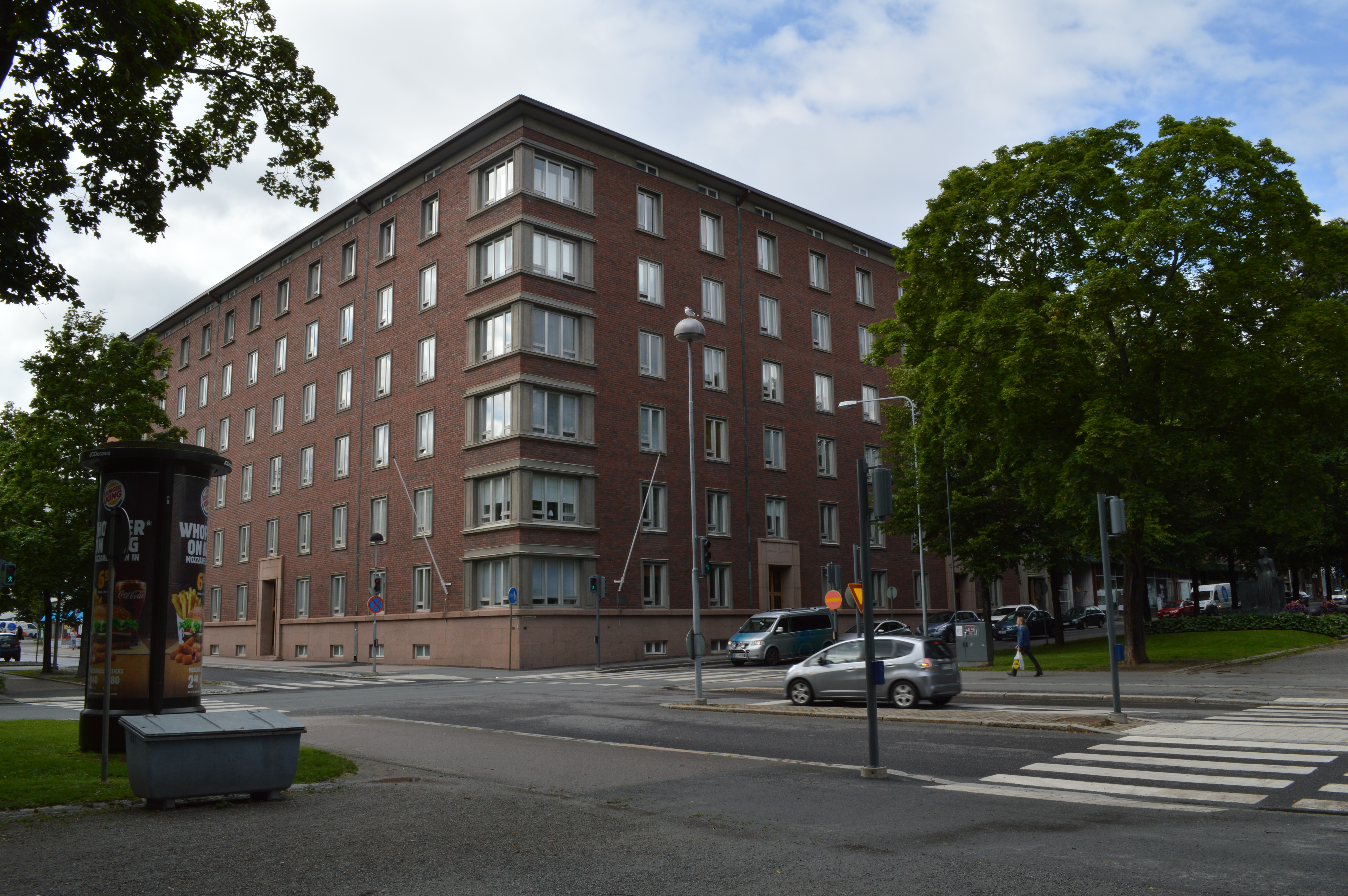
Puistolinna.
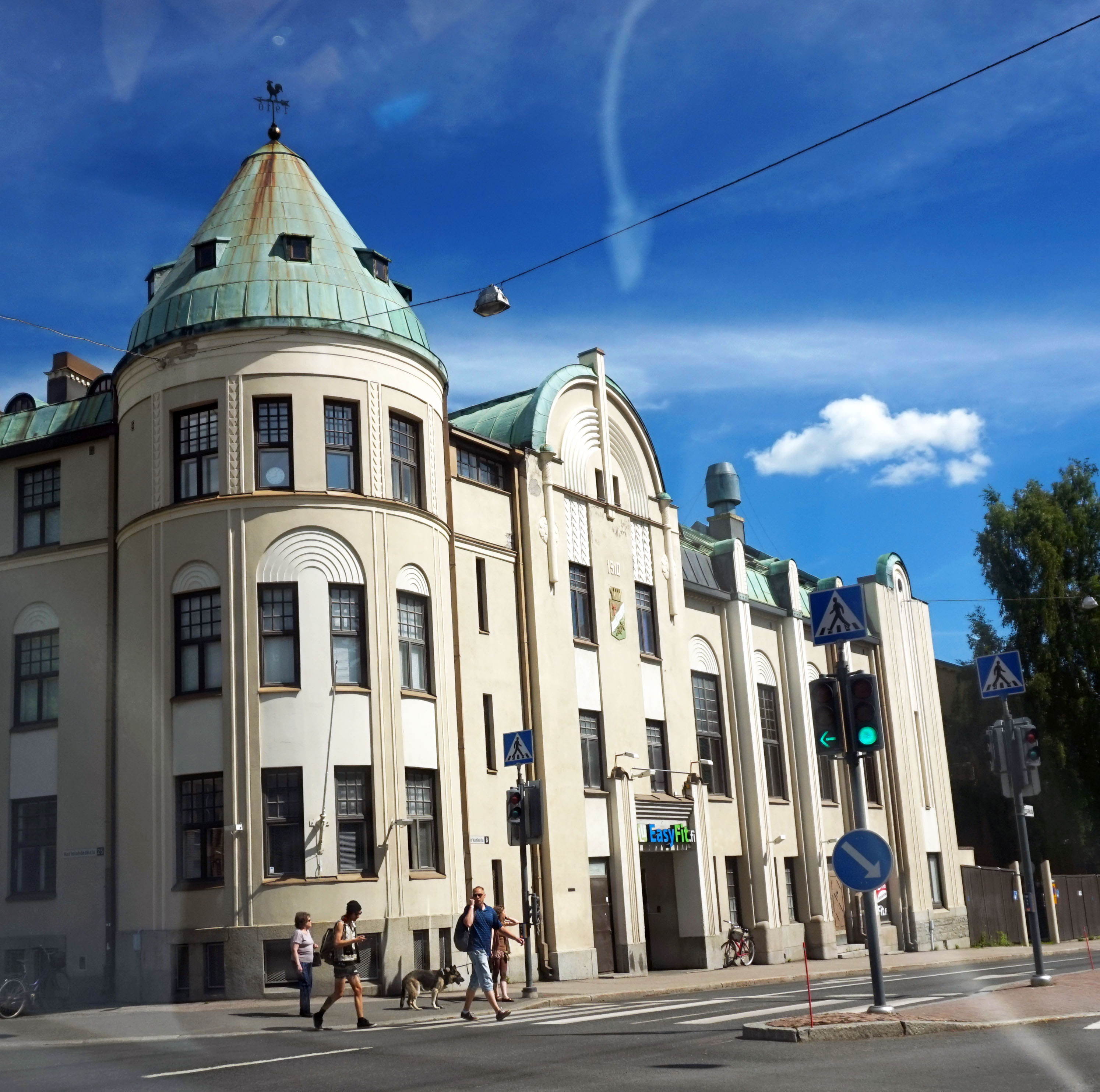
Pirkankatu 8.
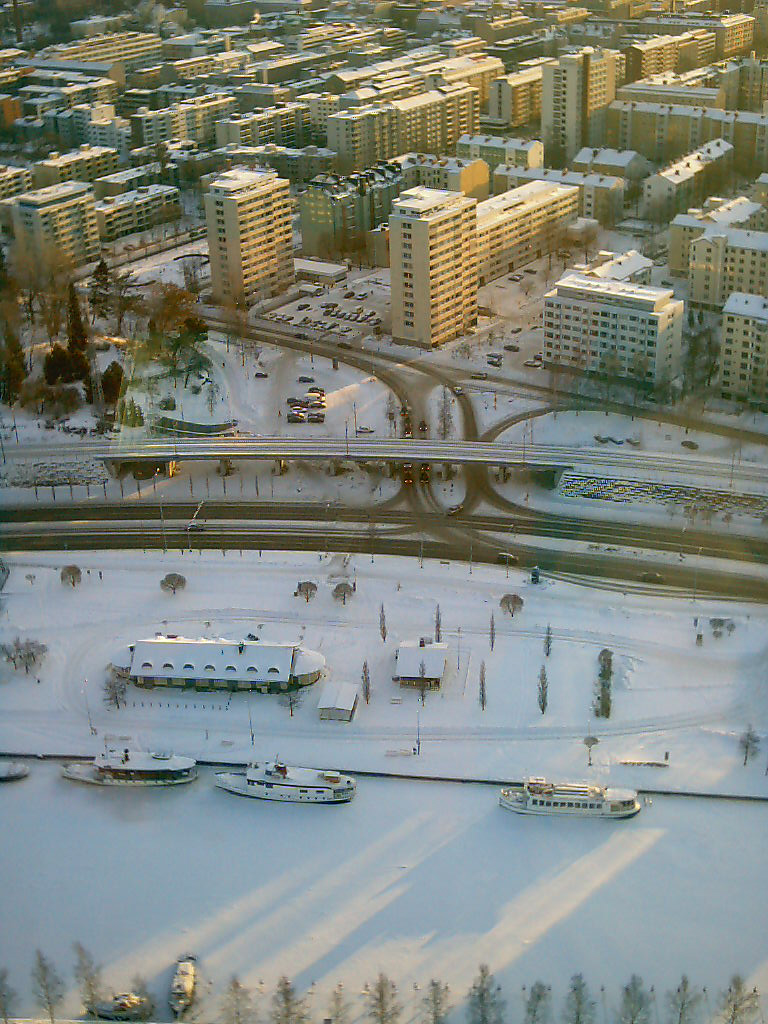
Panorama.